# Liste des députés allemands de l'Empire allemand (1re législature)
Les députés de la première législature du Reichstag sont les députés du Reichstag élus lors des élections législatives allemandes de 1871 pour la période 1871-1874.

## Liste des députés
| État                                      | District          | Circonscription | Élu                                      | Parti | Parti          |
| ----------------------------------------- | ----------------- | --- | ---------------------------------------- | ----- | -------------- |
| Royaume de Prusse (Prusse)                | Königsberg        | 01 (Memel-Heydekrug) | Helmuth Karl Bernhard von Moltke         |       | KP             |
| Royaume de Prusse (Prusse)                | Königsberg        | 02 (Labiau-Wehlau) | Friedrich Fernow                         |       | NLP            |
| Royaume de Prusse (Prusse)                | Königsberg        | 03 (Königsberg-Ville) | Julius Dickert                           |       | DFP            |
| Royaume de Prusse (Prusse)                | Königsberg        | 04 (Fischhausen-Königsberg-Campagne) | Otto Karl von Hüllessem-Meerscheidt      |       | KP             |
| Royaume de Prusse (Prusse)                | Königsberg        | 05 (Heiligenbeil-Preußisch Eylau) | Willibald von Kalckstein                 |       | KP             |
| Royaume de Prusse (Prusse)                | Königsberg        | 06 (Braunsberg-Heilsberg) | Theodor Joseph Blell                     |       | ZEN            |
| Royaume de Prusse (Prusse)                | Königsberg        | 07 (Preußisch Holland-Mohrungen) | Wilhelm von Minnigerode                  |       | KP             |
| Royaume de Prusse (Prusse)                | Königsberg        | 08 (Osterode-Neidenburg) | Georg Stein von Kamienski                |       | KP             |
| Royaume de Prusse (Prusse)                | Königsberg        | 09 (Allenstein-Rößel) | Rudolph Borowski                         |       | ZEN            |
| Royaume de Prusse (Prusse)                | Königsberg        | 10 (Rastenburg-Friedland-Gerdauen) | Max von Romberg                          |       | KP             |
| Royaume de Prusse (Prusse)                | Gumbinnen         | 01 (Tilsit-Niederung) | Otto von Keyserlingk zu Rautenburg       |       | KP             |
| Royaume de Prusse (Prusse)                | Gumbinnen         | 02 (Ragnit-Pillkallen) | Wilhelm Francke                          |       | DFP            |
| Royaume de Prusse (Prusse)                | Gumbinnen         | 03 (Gumbinnen-Insterbourg) | Robert Müllauer                          |       | DFP            |
| Royaume de Prusse (Prusse)                | Gumbinnen         | 04 (Stallupönen-Goldap-Darkehmen) | Emil von Sperber                         |       | KP             |
| Royaume de Prusse (Prusse)                | Gumbinnen         | 05 (Angerburg-Lötzen) | Karl von Lehndorff                       |       | KP             |
| Royaume de Prusse (Prusse)                | Gumbinnen         | 06 (Oletzko-Lyck-Johannisburg) | George von Simpson-Georgenburg           |       | KP             |
| Royaume de Prusse (Prusse)                | Gumbinnen         | 07 (Sensburg-Ortelsbourg) | Leopold von Hoverbeck                    |       | DFP            |
| Royaume de Prusse (Prusse)                | Dantzig           | 01 (Marienbourg-Elbing) | Wilhelm von Brauchitsch                  |       | KP             |
| Royaume de Prusse (Prusse)                | Dantzig           | 02 (Dantzig-Haut-Dantzig-Bas) | Gustav von Diest                         |       | KP             |
| Royaume de Prusse (Prusse)                | Dantzig           | 03 (Dantzig-Ville) | Theodor Wilhelm Lesse                    |       | NLP            |
| Royaume de Prusse (Prusse)                | Dantzig           | 04 (Neustadt-Putzig-Karthaus) | Leo von Rybinski                         |       | Pole           |
| Royaume de Prusse (Prusse)                | Dantzig           | 05 (Berent-Preußisch Stargard-Dirschau) | Michael von Kalkstein                    |       | Pole           |
| Royaume de Prusse (Prusse)                | Marienwerder      | 01 (Marienwerder-Stuhm) | Leopold von Winter                       |       | NLP            |
| Royaume de Prusse (Prusse)                | Marienwerder      | 02 (Rosenberg-Löbau-en-Prusse-Occidentale (de)) | Rodrigo zu Dohna-Finckenstein            |       | KP             |
| Royaume de Prusse (Prusse)                | Marienwerder      | 03 (Graudenz-Strasbourg) | Julius von Hennig                        |       | NLP            |
| Royaume de Prusse (Prusse)                | Marienwerder      | 04 (Thorn-Kulm-Briesen) | Anton Maranski                           |       | Pole           |
| Royaume de Prusse (Prusse)                | Marienwerder      | 05 (Schwetz) | Gustav Gerlich                           |       | NLP            |
| Royaume de Prusse (Prusse)                | Marienwerder      | 06 (Konitz-Tuchel) | Albert Ludwig von Haza-Radlitz           |       | Pole           |
| Royaume de Prusse (Prusse)                | Marienwerder      | 07 (Schlochau-Flatow) | Botho Heinrich zu Eulenburg              |       | KP             |
| Royaume de Prusse (Prusse)                | Marienwerder      | 08 (Deutsch-Krone) | Franz Adolph Guenther                    |       | DRP            |
| Royaume de Prusse (Berlin)                | Berlin            | 01 (Alt-Berlin-Cölln-Friedrichswerder-Dorotheenstadt-Friedrichstadt-Nord) | Adolf Hagen                              |       | DFP            |
| Royaume de Prusse (Berlin)                | Berlin            | 02 (Schöneberger Vorstadt-Friedrichsvorstadt-Tempelhofer Vorstadt-Friedrichstadt-Sud) | Moritz Klotz                             |       | DFP            |
| Royaume de Prusse (Berlin)                | Berlin            | 03 (Luisenstadt-Neu-Cölln) | Eduard Windthorst                        |       | DFP            |
| Royaume de Prusse (Berlin)                | Berlin            | 04 (Luisenstadt-Stralauer Vorstadt-Königsstadt-Est) | Heinrich Runge                           |       | DFP            |
| Royaume de Prusse (Berlin)                | Berlin            | 05 (Spandauer Vorstadt-Friedrich-Wilhelm-Stadt-Königsstadt-Ouest) | Franz Duncker                            |       | DFP            |
| Royaume de Prusse (Berlin)                | Berlin            | 06 (Wedding-Gesundbrunnen-Moabit-Oranienburger Vorstadt-Rosenthaler Vorstadt) | Hermann Schulze-Delitzsch                |       | DFP            |
| Royaume de Prusse (Brandebourg)           | Potsdam           | 01 (Prignitz-de-l'Ouest) | Gustav von Jagow                         |       | KP             |
| Royaume de Prusse (Brandebourg)           | Potsdam           | 02 (Prignitz-de-l'Est) | Carl von Karstedt                        |       | KP             |
| Royaume de Prusse (Brandebourg)           | Potsdam           | 03 (Ruppin-Templin) | Adolf von Arnim-Boitzenburg              |       | DRP            |
| Royaume de Prusse (Brandebourg)           | Potsdam           | 04 (Prenzlau-Angermünde) | Friedrich von Wedell-Malchow             |       | KP             |
| Royaume de Prusse (Brandebourg)           | Potsdam           | 05 (Haut-Barnim) | Ernst von Eckardstein-Prötzel            |       | DRP            |
| Royaume de Prusse (Brandebourg)           | Potsdam           | 06 (Bas-Barnim-Lichtenberg) | Carl von Treskow                         |       | KP             |
| Royaume de Prusse (Brandebourg)           | Potsdam           | 07 (Potsdam-Havelland-de-l'Est-Spandau) | Louis Emden                              |       | DFP            |
| Royaume de Prusse (Brandebourg)           | Potsdam           | 08 (Brandebourg-sur-la-Havel-Havelland-de-l'Ouest) | August Hausmann                          |       | DFP            |
| Royaume de Prusse (Brandebourg)           | Potsdam           | 09 (Zauch-Belzig-Jüterbog-Luckenwalde) | Curt von Watzdorf                        |       | KP             |
| Royaume de Prusse (Brandebourg)           | Potsdam           | 10 (Teltow-Beeskow-Storkow-Charlottenbourg-Schöneberg-Neukölln-Wilmersdorf) | Nicolaus von Handjery                    |       | KP             |
| Royaume de Prusse (Brandebourg)           | Francfort         | 01 (Arnswalde-Friedeberg) | Karl Wilmanns                            |       | KP             |
| Royaume de Prusse (Brandebourg)           | Francfort         | 02 (Landsberg-sur-la-Warthe-Soldin) | Rudolph Anton Lucas von Cranach          |       | KP             |
| Royaume de Prusse (Brandebourg)           | Francfort         | 03 (Königsberg) | Robert von Keudell                       |       | DRP            |
| Royaume de Prusse (Brandebourg)           | Francfort         | 04 (Francfort-sur-l'Oder-Lebus) | Eduard von Simson                        |       | NLP            |
| Royaume de Prusse (Brandebourg)           | Francfort         | 05 (Sternberg-Est-Sternberg-Ouest) | Karl von Waldow und Reitzenstein         |       | KP             |
| Royaume de Prusse (Brandebourg)           | Francfort         | 06 (Züllichau-Schwiebus-Crossen-sur-l'Oder) | Otto Uhden                               |       | KP             |
| Royaume de Prusse (Brandebourg)           | Francfort         | 07 (Guben-Lübben) | Ewald von Kleist                         |       | KP             |
| Royaume de Prusse (Brandebourg)           | Francfort         | 08 (Sorau-Forst) | Henning von Puttkamer                    |       | NLP            |
| Royaume de Prusse (Brandebourg)           | Francfort         | 09 (Cottbus-Spremberg) | Hans Köster                              |       | KP             |
| Royaume de Prusse (Brandebourg)           | Francfort         | 10 (Calau-Luckau) | Wolf Hugo von Lindenau                   |       | DRP            |
| Royaume de Prusse (Poméranie)             | Stettin           | 01 (Demmin-Anklam) | Helmuth von Maltzahn                     |       | KP             |
| Royaume de Prusse (Poméranie)             | Stettin           | 02 (Ueckermünde-Usedom-Wollin) | Heinrich Dohrn                           |       | LRP            |
| Royaume de Prusse (Poméranie)             | Stettin           | 03 (Randow-Greifenhagen) | Otto Stavenhagen                         |       | KP             |
| Royaume de Prusse (Poméranie)             | Stettin           | 04 (Stettin) | Carl Theodor Schmidt                     |       | DFP            |
| Royaume de Prusse (Poméranie)             | Stettin           | 05 (Pyritz-Saatzig) | Wilhelm von Schöning                     |       | KP             |
| Royaume de Prusse (Poméranie)             | Stettin           | 06 (Naugard-Regenwalde) | Moritz von Blanckenburg                  |       | KP             |
| Royaume de Prusse (Poméranie)             | Stettin           | 07 (Greifenberg-Cammin) | Carl von Woedtke                         |       | KP             |
| Royaume de Prusse (Poméranie)             | Köslin            | 01 (Stolp-Lauenbourg) | Carl Friedrich von Denzin                |       | KP             |
| Royaume de Prusse (Poméranie)             | Köslin            | 02 (Bütow-Rummelsburg-Schlawe) | Nikolaus von Below                       |       | KP             |
| Royaume de Prusse (Poméranie)             | Köslin            | 03 (Köslin-Colberg-Cörlin-Bublitz) | August von Gerlach                       |       | KP             |
| Royaume de Prusse (Poméranie)             | Köslin            | 04 (Belgard-sur-la-Persante-Schivelbein-Dramburg) | Rüdiger von der Goltz                    |       | KP             |
| Royaume de Prusse (Poméranie)             | Köslin            | 05 (Neustettin) | Hermann Wagener                          |       | KP             |
| Royaume de Prusse (Poméranie)             | Stralsund         | 01 (Rügen-Stralsund-Franzburg) | Ulrich von Behr-Negendank                |       | DRP            |
| Royaume de Prusse (Poméranie)             | Stralsund         | 02 (Greifswald-Grimmen) | Friedrich von Behr                       |       | NLP            |
| Royaume de Prusse (Posnanie)              | Posen             | 01 (Posen) | Władysław Niegolewski                    |       | Pole           |
| Royaume de Prusse (Posnanie)              | Posen             | 02 (Samter-Birnbaum-Obornik-Schwerin-sur-la-Warthe) | Ludwig von Rönne                         |       | NLP            |
| Royaume de Prusse (Posnanie)              | Posen             | 03 (Meseritz-Bomst) | Hans Wilhelm von Unruhe-Bomst            |       | DRP            |
| Royaume de Prusse (Posnanie)              | Posen             | 04 (Buk-Schmiegel-Kosten) | Joseph von Zoltowski                     |       | Pole           |
| Royaume de Prusse (Posnanie)              | Posen             | 05 (Gostyn-Rawitsch) | Roman Czartoryski                        |       | Pole           |
| Royaume de Prusse (Posnanie)              | Posen             | 06 (Fraustadt-Lissa) | Maximilian von Puttkamer                 |       | NLP            |
| Royaume de Prusse (Posnanie)              | Posen             | 07 (Schrimm-Schroda) | Napoleon Xaver von Mankowski             |       | Pole           |
| Royaume de Prusse (Posnanie)              | Posen             | 08 (Wreschen-Pleschen-Jarotschin) | Wladislaw von Taczanowski                |       | Pole           |
| Royaume de Prusse (Posnanie)              | Posen             | 09 (Krotoschin-Koschmin) | Heinrich von Krzyzanowski                |       | Pole           |
| Royaume de Prusse (Posnanie)              | Posen             | 10 (Adelnau-Schildberg-Ostrowo-Kempen-en-Posnanie) | Peter von Szembek                        |       | Pole           |
| Royaume de Prusse (Posnanie)              | Bromberg          | 01 (Czarnikau-Filehne-Colmar-en-Posnanie) | Adelbert von der Schulenburg-Filehne     |       | KP             |
| Royaume de Prusse (Posnanie)              | Bromberg          | 02 (Wirsitz-Schubin-Znin) | Leo von Skorzewski                       |       | Pole           |
| Royaume de Prusse (Posnanie)              | Bromberg          | 03 (Bromberg) | Carl Eggert                              |       | NLP            |
| Royaume de Prusse (Posnanie)              | Bromberg          | 04 (Hohensalza-Mogilno-Strelno) | Hippolyt von Turno                       |       | Pole           |
| Royaume de Prusse (Posnanie)              | Bromberg          | 05 (Gnesen-Wongrowitz-Witkowo) | Konstantin von Dziembowski               |       | Pole           |
| Royaume de Prusse (Silésie)               | Breslau           | 01 (Guhrau-Steinau-Wohlau) | Leopold von Frankenberg-Ludwigsdorf      |       | KP             |
| Royaume de Prusse (Silésie)               | Breslau           | 02 (Militsch-Trebnitz) | August von Maltzan                       |       | DRP            |
| Royaume de Prusse (Silésie)               | Breslau           | 03 (Groß Wartenberg-Œls) | Wilhelm von Kardorff                     |       | DRP            |
| Royaume de Prusse (Silésie)               | Breslau           | 04 (Namslau-Brieg) | Anton Leopold Allnoch                    |       | DFP            |
| Royaume de Prusse (Silésie)               | Breslau           | 05 (Ohlau-Strehlen-Nimptsch) | Friedrich Schröter                       |       | DRP            |
| Royaume de Prusse (Silésie)               | Breslau           | 06 (Breslau-Est) | Julius von Kirchmann                     |       | DFP            |
| Royaume de Prusse (Silésie)               | Breslau           | 07 (Breslau-Ouest) | Franz Ziegler                            |       | DFP            |
| Royaume de Prusse (Silésie)               | Breslau           | 08 (Neumarkt-Breslau-Campagne) | August von Ende                          |       | DRP            |
| Royaume de Prusse (Silésie)               | Breslau           | 09 (Striegau-Schweidnitz) | Carl von Pückler                         |       | KP             |
| Royaume de Prusse (Silésie)               | Breslau           | 10 (Waldenburg) | Jean-Henri XI d'Hochberg                 |       | DRP            |
| Royaume de Prusse (Silésie)               | Breslau           | 11 (Reichenbach-Neurode) | Egmont Websky                            |       | NLP            |
| Royaume de Prusse (Silésie)               | Breslau           | 12 (Glatz-Habelschwerdt) | Franz Künzer                             |       | DRP            |
| Royaume de Prusse (Silésie)               | Breslau           | 13 (Frankenstein-Münsterberg) | Adalbert Kraetzig                        |       | ZEN            |
| Royaume de Prusse (Silésie)               | Oppeln            | 01 (Kreuzburg-Rosenberg-en-Haute-Silésie) | Eduard Georg von Bethusy-Huc             |       | DRP            |
| Royaume de Prusse (Silésie)               | Oppeln            | 02 (Oppeln) | Hyacinth von Strachwitz-Sustky           |       | KP             |
| Royaume de Prusse (Silésie)               | Oppeln            | 03 (Groß Strehlitz-Cosel) | Johannes Maria von Renard                |       | DRP            |
| Royaume de Prusse (Silésie)               | Oppeln            | 04 (Lublinitz-Tost-Gleiwitz) | Hugues de Hohenlohe-Öhringen             |       | DRP            |
| Royaume de Prusse (Silésie)               | Oppeln            | 05 (Beuthen-Tarnowitz) | Hans Ulrich von Schaffgotsch             |       | DRP            |
| Royaume de Prusse (Silésie)               | Oppeln            | 06 (Kattowitz-Zabrze) | Arthur von Saurma-Jeltsch                |       | DRP            |
| Royaume de Prusse (Silésie)               | Oppeln            | 07 (Pless-Rybnik) | Eduard Müller                            |       | ZEN            |
| Royaume de Prusse (Silésie)               | Oppeln            | 08 (Ratibor) | Karl von Lichnowsky                      |       | DRP            |
| Royaume de Prusse (Silésie)               | Oppeln            | 09 (Leobschütz) | Franz Engel                              |       | NLP            |
| Royaume de Prusse (Silésie)               | Oppeln            | 10 (Neustadt-en-Haute-Silésie) | Eduard von Oppersdorff                   |       | DRP            |
| Royaume de Prusse (Silésie)               | Oppeln            | 11 (Falkenberg-en-Haute-Silésie-Grottkau) | Friedrich von Frankenberg                |       | DRP            |
| Royaume de Prusse (Silésie)               | Oppeln            | 12 (Neisse) | Karl Rudolf Friedenthal                  |       | DRP            |
| Royaume de Prusse (Silésie)               | Liegnitz          | 01 (Grünberg-Freystadt) | Karl zu Carolath-Beuthen                 |       | DRP            |
| Royaume de Prusse (Silésie)               | Liegnitz          | 02 (Sagan-Sprottau) | Octavio von Zedlitz-Neukirch             |       | DRP            |
| Royaume de Prusse (Silésie)               | Liegnitz          | 03 (Glogau) | Ludwig von Rittberg                      |       | KP             |
| Royaume de Prusse (Silésie)               | Liegnitz          | 04 (Lüben-Bunzlau) | Hermann zu Dohna-Kotzenau                |       | NLP            |
| Royaume de Prusse (Silésie)               | Liegnitz          | 05 (Löwenberg) | Georges von Cottenet                     |       | KP             |
| Royaume de Prusse (Silésie)               | Liegnitz          | 06 (Liegnitz-Goldberg-Haynau) | Ludwig Jacobi                            |       | NLP            |
| Royaume de Prusse (Silésie)               | Liegnitz          | 07 (Landeshut-Jauer-Bolkenhain) | Rudolf von Gneist                        |       | NLP            |
| Royaume de Prusse (Silésie)               | Liegnitz          | 08 (Schönau-Hirschberg) | Johann Louis Tellkampf                   |       | NLP            |
| Royaume de Prusse (Silésie)               | Liegnitz          | 09 (Görlitz-Lauban) | Louis Ferdinand Albrecht Müller          |       | DFP            |
| Royaume de Prusse (Silésie)               | Liegnitz          | 10 (Rothenburg-Hoyerswerda) | Otto Theodor von Seydewitz               |       | KP             |
| Royaume de Prusse (Saxe)                  | Magdebourg        | 01 (Salzwedel-Gardelegen) | Werner von der Schulenburg               |       | KP             |
| Royaume de Prusse (Saxe)                  | Magdebourg        | 02 (Stendal-Osterburg) | Wilhelm von Bismarck-Briest              |       | KP             |
| Royaume de Prusse (Saxe)                  | Magdebourg        | 03 (Jerichow I-Jerichow II) | Gustav von Bonin                         |       | LRP            |
| Royaume de Prusse (Saxe)                  | Magdebourg        | 04 (Magdebourg) | Hans Victor von Unruh                    |       | NLP            |
| Royaume de Prusse (Saxe)                  | Magdebourg        | 05 (Neuhaldensleben-Wolmirstedt) | Max von Forckenbeck                      |       | NLP            |
| Royaume de Prusse (Saxe)                  | Magdebourg        | 06 (Wanzleben) | Robert von Benda                         |       | NLP            |
| Royaume de Prusse (Saxe)                  | Magdebourg        | 07 (Aschersleben-Quedlinbourg-Calbe-sur-la-Saale) | Adolph von Dietze                        |       | DRP            |
| Royaume de Prusse (Saxe)                  | Magdebourg        | 08 (Halberstadt-Oschersleben-Wernigerode) | August von Bernuth                       |       | LRP            |
| Royaume de Prusse (Saxe)                  | Mersebourg        | 01 (Liebenwerda-Torgau) | Carl Heinrich Ludwig Schaper             |       | KP             |
| Royaume de Prusse (Saxe)                  | Mersebourg        | 02 (Schweinitz-Wittemberg) | Julius von Bodenhausen                   |       | KP             |
| Royaume de Prusse (Saxe)                  | Mersebourg        | 03 (Bitterfeld-Delitzsch) | Friedrich von Busse                      |       | KP             |
| Royaume de Prusse (Saxe)                  | Mersebourg        | 04 (Halle-sur-Saale-la Saale) | Friedrich Hammacher                      |       | NLP            |
| Royaume de Prusse (Saxe)                  | Mersebourg        | 05 (Mansfeld-Lac-Mansfeld-Montagne) | Anton Sombart                            |       | NLP            |
| Royaume de Prusse (Saxe)                  | Mersebourg        | 06 (Sangerhausen-Eckartsberga) | Hermann Jüngken                          |       | NLP            |
| Royaume de Prusse (Saxe)                  | Mersebourg        | 07 (Querfurt-Mersebourg) | Johannes Moritz Wölfel                   |       | NLP            |
| Royaume de Prusse (Saxe)                  | Mersebourg        | 08 (Naumbourg-Weißenfels-Zeitz) | Otto Rohland                             |       | DFP            |
| Royaume de Prusse (Saxe)                  | Erfurt            | 01 (Comté d'Hohenstein) | Eduard von Davier                        |       | KP             |
| Royaume de Prusse (Saxe)                  | Erfurt            | 02 (Heiligenstadt-Worbis) | Conrad Zehrt                             |       | ZEN            |
| Royaume de Prusse (Saxe)                  | Erfurt            | 03 (Muhlouse-Langensalza-Weißensee) | Friedrich Bernhard von Hagke             |       | DRP            |
| Royaume de Prusse (Saxe)                  | Erfurt            | 04 (Erfurt-Schleusingen-Ziegenrück) | Robert Lucius                            |       | DRP            |
| Royaume de Prusse (Schleswig-Holstein)    |                   | 01 (Hadersleben-Sonderburg) | Hans Andersen Krüger                     |       | Däne           |
| Royaume de Prusse (Schleswig-Holstein)    |                   | 02 (Apenrade-Flensbourg) | Karl Christensen                         |       | NLP            |
| Royaume de Prusse (Schleswig-Holstein)    |                   | 03 (Schleswig-Eckernförde) | Eduard von Baudissin                     |       | Sans étiquette |
| Royaume de Prusse (Schleswig-Holstein)    |                   | 04 (Tondern-Husum-Eiderstedt) | Mathias Christian Petersen               |       | NLP            |
| Royaume de Prusse (Schleswig-Holstein)    |                   | 05 (Dithmarse-du-Nord-Dithmarse-du-Sud-Steinburg) | Karl Lorentzen                           |       | DFP            |
| Royaume de Prusse (Schleswig-Holstein)    |                   | 06 (Pinneberg-Segeberg) | Friedrich Heinrich Otto Jensen           |       | Sans étiquette |
| Royaume de Prusse (Schleswig-Holstein)    |                   | 07 (Kiel-Rendsburg) | Albert Hänel                             |       | DFP            |
| Royaume de Prusse (Schleswig-Holstein)    |                   | 08 (Altona-Stormarn) | Rudolf Schleiden                         |       | LRP            |
| Royaume de Prusse (Schleswig-Holstein)    |                   | 09 (Oldenbourg-en-Holstein-Plön) | Wilhelm Seelig                           |       | DFP            |
| Royaume de Prusse (Schleswig-Holstein)    |                   | 10 (Duché de Lauenbourg) | Richard Krieger                          |       | NLP            |
| Royaume de Prusse (Hanovre)               |                   | 01 (Emden-Norden-Weener) | Wilhelm von Freeden                      |       | NLP            |
| Royaume de Prusse (Hanovre)               |                   | 02 (Aurich-Wittmund-Leer) | Johann Gerhardt Röben                    |       | NLP            |
| Royaume de Prusse (Hanovre)               |                   | 03 (Meppen-Lingen-Bentheim-Aschendorf-Hümmling) | Ludwig Windthorst                        |       | ZEN            |
| Royaume de Prusse (Hanovre)               |                   | 04 (Osnabrück-Bersenbrück-Iburg) | Carl Erxleben                            |       | DHP            |
| Royaume de Prusse (Hanovre)               |                   | 05 (Melle-Diepholz-Wittlage-Sulingen-Stolzenau) | Otto zu Stolberg-Wernigerode             |       | DRP            |
| Royaume de Prusse (Hanovre)               |                   | 06 (Syke-Verden-Hoya-Achim) | Ernst Friedrich Adickes                  |       | NLP            |
| Royaume de Prusse (Hanovre)               |                   | 07 (Nienburg-Neustadt am Rübenberge-Fallingbostel) | Carl Ferdinand Nieper                    |       | DHP            |
| Royaume de Prusse (Hanovre)               |                   | 08 (Hanovre) | Heinrich Ewald                           |       | DHP            |
| Royaume de Prusse (Hanovre)               |                   | 09 (Hamelin-Linden-Springe) | Ernst von Lenthe                         |       | DHP            |
| Royaume de Prusse (Hanovre)               |                   | 10 (Hildesheim-Marienburg-Alfeld-sur-la-Leine-Gronau) | Hermann Roemer                           |       | NLP            |
| Royaume de Prusse (Hanovre)               |                   | 11 (Einbeck-Northeim-Osterode am Harz-Uslar) | Siegfried Wilhelm Albrecht               |       | NLP            |
| Royaume de Prusse (Hanovre)               |                   | 12 (Göttingen-Duderstadt-Münden) | Friedrich Wilhelm Fischer                |       | DHP            |
| Royaume de Prusse (Hanovre)               |                   | 13 (Goslar-Zellerfeld-Ilfeld) | Georg Herbert zu Münster                 |       | DRP            |
| Royaume de Prusse (Hanovre)               |                   | 14 (Gifhorn-Celle-Peine-Burgdorf) | Gottlieb Planck                          |       | NLP            |
| Royaume de Prusse (Hanovre)               |                   | 15 (Lüchow-Uelzen-Dannenberg-Bleckede-Isenhagen) | Otto von Grote                           |       | DHP            |
| Royaume de Prusse (Hanovre)               |                   | 16 (Lunebourg-Soltau-Winsen) | Carl Gravenhorst                         |       | DHP            |
| Royaume de Prusse (Hanovre)               |                   | 17 (Harbourg-Rotenbourg-en-Hanovre-Zeven) | August Grumbrecht                        |       | NLP            |
| Royaume de Prusse (Hanovre)               |                   | 18 (Stade-Geestemünde-Bremervörde-Osterholz-Blumenthal) | Diedrich Wilhelm Andreas Augspurg        |       | NLP            |
| Royaume de Prusse (Hanovre)               |                   | 19 (Neuhaus-sur-l'Oste-Hadeln-Lehe-Kehdingen-Jork) | Rudolf von Bennigsen                     |       | NLP            |
| Royaume de Prusse (Westphalie)            | Münster           | 01 (Tecklembourg-Steinfurt-Ahaus) | Hermann von Mallinckrodt                 |       | ZEN            |
| Royaume de Prusse (Westphalie)            | Münster           | 02 (Münster-Coesfeld) | Clemens Heereman von Zuydwyck            |       | ZEN            |
| Royaume de Prusse (Westphalie)            | Münster           | 03 (Borken-Recklinghausen) | Friedrich von Landsberg-Velen und Gemen  |       | ZEN            |
| Royaume de Prusse (Westphalie)            | Münster           | 04 (Lüdinghausen-Beckum-Warendorf) | Ignatz von Landsberg-Velen und Steinfurt |       | ZEN            |
| Royaume de Prusse (Westphalie)            | Minden            | 01 (Minden-Lübbecke) | Alexander von Oheimb                     |       | KP             |
| Royaume de Prusse (Westphalie)            | Minden            | 02 (Herford-Halle-en-Westphalie) | Carl von Bodelschwingh                   |       | KP             |
| Royaume de Prusse (Westphalie)            | Minden            | 03 (Bielefeld-Wiedenbrück) | Theodor Düesberg                         |       | DRP            |
| Royaume de Prusse (Westphalie)            | Minden            | 04 (Paderborn-Büren) | Wilderich von Ketteler                   |       | ZEN            |
| Royaume de Prusse (Westphalie)            | Minden            | 05 (Höxter-Warburg) | Hermann Evers                            |       | ZEN            |
| Royaume de Prusse (Westphalie)            | Arnsberg          | 01 (Wittgenstein-Siegen-Biedenkopf) | Albert von Dörnberg                      |       | DRP            |
| Royaume de Prusse (Westphalie)            | Arnsberg          | 02 (Olpe-Arnsberg-Meschede) | Peter Reichensperger                     |       | ZEN            |
| Royaume de Prusse (Westphalie)            | Arnsberg          | 03 (Altena-Iserlohn-Lüdenscheid) | Carl Overweg                             |       | LRP            |
| Royaume de Prusse (Westphalie)            | Arnsberg          | 04 (Hagen-Schwelm-Witten) | Friedrich Harkort                        |       | DFP            |
| Royaume de Prusse (Westphalie)            | Arnsberg          | 05 (Bochum-Gelsenkirchen-Hattingen-Herne) | Wilhelm Loewe                            |       | DFP            |
| Royaume de Prusse (Westphalie)            | Arnsberg          | 06 (Dortmund-Hörde) | Hermann Heinrich Becker                  |       | DFP            |
| Royaume de Prusse (Westphalie)            | Arnsberg          | 07 (Hamm-Soest) | Florens von Bockum-Dolffs                |       | Libéral        |
| Royaume de Prusse (Westphalie)            | Arnsberg          | 08 (Lippstadt-Brilon) | Theodor Schroeder                        |       | ZEN            |
| Royaume de Prusse (Hesse-Nassau)          | Wiesbaden         | 01 (Haut-Taunus-Höchst-Usingen) | Jacob Klotz                              |       | DFP            |
| Royaume de Prusse (Hesse-Nassau)          | Wiesbaden         | 02 (Wiesbaden-Rheingau-Bas-Taunus) | Friedrich Schenck                        |       | DFP            |
| Royaume de Prusse (Hesse-Nassau)          | Wiesbaden         | 03 (Saint-Goarshausen-Bas-Westerwald) | Ernst Lieber                             |       | ZEN            |
| Royaume de Prusse (Hesse-Nassau)          | Wiesbaden         | 04 (Limbourg-Haute-Lahn-Basse-Lahn) | Johannes Knapp                           |       | DFP            |
| Royaume de Prusse (Hesse-Nassau)          | Wiesbaden         | 05 (Dill-Haut-Westerwald) | Wilhelm Winter                           |       | KP             |
| Royaume de Prusse (Hesse-Nassau)          | Wiesbaden         | 06 (Francfort-sur-le-Main) | Leopold Sonnemann                        |       | DtVP           |
| Royaume de Prusse (Hesse-Nassau)          | Cassel            | 01 (Comté de Schaumbourg-Hofgeismar-Wolfhagen) | Friedrich Oetker                         |       | NLP            |
| Royaume de Prusse (Hesse-Nassau)          | Cassel            | 02 (Cassel-Melsungen) | Otto Bähr                                |       | NLP            |
| Royaume de Prusse (Hesse-Nassau)          | Cassel            | 03 (Fritzlar-Homberg-Ziegenhain) | Wilhelm Wehrenpfennig                    |       | NLP            |
| Royaume de Prusse (Hesse-Nassau)          | Cassel            | 04 (Eschwege-Seigneurie de Schmalkalden-Witzenhausen) | Richard Harnier                          |       | NLP            |
| Royaume de Prusse (Hesse-Nassau)          | Cassel            | 05 (Marbourg-Frankenberg-Kirchhain) | Karl Grimm                               |       | KP             |
| Royaume de Prusse (Hesse-Nassau)          | Cassel            | 06 (Hersfeld-Rotenburg-sur-la-Fulda-Hünfeld) | August Braun                             |       | NLP            |
| Royaume de Prusse (Hesse-Nassau)          | Cassel            | 07 (Fulda-Schlüchtern-Gersfeld) | Franz Herrlein                           |       | ZEN            |
| Royaume de Prusse (Hesse-Nassau)          | Cassel            | 08 (Hanau-Gelnhausen) | Hermann Weigel                           |       | NLP            |
| Royaume de Prusse (Rhénanie)              | Cologne           | 01 (Cologne-Ville) | Nicola Philipp Grosman                   |       | ZEN            |
| Royaume de Prusse (Rhénanie)              | Cologne           | 02 (Cologne-Campagne) | Friedrich Wilhelm Grosman                |       | ZEN            |
| Royaume de Prusse (Rhénanie)              | Cologne           | 03 (Bergheim-sur-l'Erft-Euskirchen) | Wilhelm Rudolphi                         |       | ZEN            |
| Royaume de Prusse (Rhénanie)              | Cologne           | 04 (Rheinbach-Bonn) | Eugen von Kesseler                       |       | ZEN            |
| Royaume de Prusse (Rhénanie)              | Cologne           | 05 (Sieg-Waldbröl) | Joseph Lingens                           |       | ZEN            |
| Royaume de Prusse (Rhénanie)              | Cologne           | 06 (Mülheim-sur-le-Rhin-Gummersbach-Wipperfürth) | Ignatz Bürgers                           |       | Libéral        |
| Royaume de Prusse (Rhénanie)              | Düsseldorf        | 01 (Remscheid-Lennep-Mettmann) | Friedrich Techow                         |       | NLP            |
| Royaume de Prusse (Rhénanie)              | Düsseldorf        | 02 (Elberfeld-Barmen) | Heinrich von Kusserow                    |       | LRP            |
| Royaume de Prusse (Rhénanie)              | Düsseldorf        | 03 (Solingen) | Georg von Bunsen                         |       | NLP            |
| Royaume de Prusse (Rhénanie)              | Düsseldorf        | 04 (Düsseldorf) | Josef Bernards                           |       | ZEN            |
| Royaume de Prusse (Rhénanie)              | Düsseldorf        | 05 (Essen-Ville) | Joseph Krebs                             |       | ZEN            |
| Royaume de Prusse (Rhénanie)              | Düsseldorf        | 06 (Duisbourg-Mülheim-Ruhrort-Oberhausen) | Richard Wilhelm Dove                     |       | NLP            |
| Royaume de Prusse (Rhénanie)              | Düsseldorf        | 07 (Moers-Rees) | Otto von Loë                             |       | ZEN            |
| Royaume de Prusse (Rhénanie)              | Düsseldorf        | 08 (Clèves-Gueldre) | Theodor Ferdinand Ulrich                 |       | ZEN            |
| Royaume de Prusse (Rhénanie)              | Düsseldorf        | 09 (Kempen) | Ludwig Pelzer                            |       | ZEN            |
| Royaume de Prusse (Rhénanie)              | Düsseldorf        | 10 (Gladbach) | Franz Josef Kratz                        |       | Libéral        |
| Royaume de Prusse (Rhénanie)              | Düsseldorf        | 11 (Krefeld) | August Reichensperger                    |       | ZEN            |
| Royaume de Prusse (Rhénanie)              | Düsseldorf        | 12 (Neuss-Grevenbroich) | Albert von Thimus                        |       | ZEN            |
| Royaume de Prusse (Rhénanie)              | Coblence          | 01 (Wetzlar-Altenkirchen) | Otto von Helldorff                       |       | KP             |
| Royaume de Prusse (Rhénanie)              | Coblence          | 02 (Neuwied) | Eduard Böhmer                            |       | NLP            |
| Royaume de Prusse (Rhénanie)              | Coblence          | 03 (Coblence-Saint-Goar) | Karl Friedrich von Savigny               |       | ZEN            |
| Royaume de Prusse (Rhénanie)              | Coblence          | 04 (Kreuznach-Simmern) | Heinrich von Treitschke                  |       | NLP            |
| Royaume de Prusse (Rhénanie)              | Coblence          | 05 (Mayen-Ahrweiler) | Christoph Moufang                        |       | ZEN            |
| Royaume de Prusse (Rhénanie)              | Coblence          | 06 (Adenau-Cochem-Zell) | Andreas von Grand-Ry                     |       | ZEN            |
| Royaume de Prusse (Rhénanie)              | Trèves            | 01 (Daun-Bitburg-Prüm) | Carl Josef Holzer                        |       | Conservateur   |
| Royaume de Prusse (Rhénanie)              | Trèves            | 02 (Wittlich-Bernkastel) | Ernst Fier                               |       | ZEN            |
| Royaume de Prusse (Rhénanie)              | Trèves            | 03 (Trèves) | Jacob Thanitsch                          |       | ZEN            |
| Royaume de Prusse (Rhénanie)              | Trèves            | 04 (Sarrelouis-Merzig-Sarrebourg) | Julius Bellinger                         |       | ZEN            |
| Royaume de Prusse (Rhénanie)              | Trèves            | 05 (Sarrebruck) | Otto Ludwig Krug von Nidda               |       | DRP            |
| Royaume de Prusse (Rhénanie)              | Trèves            | 06 (Ottweiler-Saint-Wendel-Meisenheim) | Carl Ferdinand von Stumm-Halberg         |       | DRP            |
| Royaume de Prusse (Rhénanie)              | Aix-la-Chapelle   | 01 (Schleiden-Malmedy-Montjoie) | Richard Hasenclever                      |       | LRP            |
| Royaume de Prusse (Rhénanie)              | Aix-la-Chapelle   | 02 (Eupen-Aix-la-Chapelle-Campagne) | Adam Bock                                |       | ZEN            |
| Royaume de Prusse (Rhénanie)              | Aix-la-Chapelle   | 03 (Aix-la-Chapelle-Ville) | Leopold von Spee                         |       | ZEN            |
| Royaume de Prusse (Rhénanie)              | Aix-la-Chapelle   | 04 (Düren-Juliers) | Johannes Decker                          |       | ZEN            |
| Royaume de Prusse (Rhénanie)              | Aix-la-Chapelle   | 05 (Geilenkirchen-Heinsberg-Erkelenz) | Carl Lucius                              |       | ZEN            |
| Royaume de Prusse (Hohenzollern)          | Sigmaringen       | 01 (Sigmaringen-Hechingen) | August Evelt                             |       | LRP            |
| Royaume de Bavière                        | Haute-Bavière     | 01 (Munich I (Altstadt-Lehel-Maxvorstadt) | Franz August Schenk von Stauffenberg     |       | NLP            |
| Royaume de Bavière                        | Haute-Bavière     | 02 (Munich II (Isarvorstadt-Ludwigsvorstadt-Au-Haidhausen-Giesing) -Munich-Campagne-Starnberg-Wolfratshausen | Wilhelm Kastner                          |       | LRP            |
| Royaume de Bavière                        | Haute-Bavière     | 03 (Aichach-Friedberg-Dachau-Schrobenhausen) | Joseph Anton Schmid                      |       | ZEN            |
| Royaume de Bavière                        | Haute-Bavière     | 04 (Ingolstadt-Freising-Pfaffenhofen) | Peter Karl von Aretin                    |       | ZEN            |
| Royaume de Bavière                        | Haute-Bavière     | 05 (Wasserburg-Erding-Mühldorf) | Matthaeus Lugscheider                    |       | ZEN            |
| Royaume de Bavière                        | Haute-Bavière     | 06 (Weilheim-Werdenfels-Bruck-Landsberg-Schongau) | Emeran Kottmüller                        |       | LRP            |
| Royaume de Bavière                        | Haute-Bavière     | 07 (Rosenheim-Ebersberg-Miesbach-Tölz) | Franz Xaver Obermayr                     |       | ZEN            |
| Royaume de Bavière                        | Haute-Bavière     | 08 (Traunstein-Laufen-Berchtesgaden-Altötting) | Maximilian von Seinsheim-Grünbach        |       | ZEN            |
| Royaume de Bavière                        | Basse-Bavière     | 01 (Landshut-Dingolfing-Vilsbiburg) | Karl von Ow                              |       | ZEN            |
| Royaume de Bavière                        | Basse-Bavière     | 02 (Straubing-Bogen-Landau-Vilshofen) | Conrad von Preysing                      |       | ZEN            |
| Royaume de Bavière                        | Basse-Bavière     | 03 (Passau-Wegscheid-Wolfstein-Grafenau) | Franz Xaver Greil                        |       | ZEN            |
| Royaume de Bavière                        | Basse-Bavière     | 04 (Pfarrkirchen-Eggenfelden-Griesbach) | Jacob Stadlberger                        |       | LRP            |
| Royaume de Bavière                        | Basse-Bavière     | 05 (Deggendorf-Regen-Viechtach-Kötzting) | Aloys Hafenbrädl                         |       | ZEN            |
| Royaume de Bavière                        | Basse-Bavière     | 06 (Kelheim-Regen-Rottenburg-Mallersdorf) | Ludwig von Lottner                       |       | LRP            |
| Royaume de Bavière                        | Palatinat         | 01 (Spire-Ludwigshafen-Frankenthal) | Ludwig Heydenreich                       |       | NLP            |
| Royaume de Bavière                        | Palatinat         | 02 (Landau-Neustadt-en-Haardt) | Ludwig Andreas Jordan                    |       | NLP            |
| Royaume de Bavière                        | Palatinat         | 03 (Germersheim-Bergzabern) | Ludwig Louis                             |       | LRP            |
| Royaume de Bavière                        | Palatinat         | 04 (Deux-Ponts-Pirmasens) | Karl Heinrich Schmidt                    |       | NLP            |
| Royaume de Bavière                        | Palatinat         | 05 (Hombourg-Kusel) | Franz Armand Buhl                        |       | NLP            |
| Royaume de Bavière                        | Palatinat         | 06 (Kaiserslautern-Kirchheimbolanden) | Carl Golsen                              |       | NLP            |
| Royaume de Bavière                        | Haut-Palatinat    | 01 (Ratisbonne-Burglengenfeld-Stadtamhof) | Adolf von Walderdorff                    |       | ZEN            |
| Royaume de Bavière                        | Haut-Palatinat    | 02 (Amberg-Nabburg-Sulzbach-Eschenbach) | Andreas Freytag                          |       | ZEN            |
| Royaume de Bavière                        | Haut-Palatinat    | 03 (Neumarkt-Velburg-Hemau) | Hermann von Reichlin-Meldegg             |       | ZEN            |
| Royaume de Bavière                        | Haut-Palatinat    | 04 (Neunburg-Waldmünchen-Cham-Roding) | August Schels                            |       | ZEN            |
| Royaume de Bavière                        | Haut-Palatinat    | 05 (Neustadt-sur-la-Waldnaab-Vohenstrauß-Tirschenreuth) | Eduard von Sazenhofen                    |       | ZEN            |
| Royaume de Bavière                        | Haute-Franconie   | 01 (Hof-Naila-Rehau-Münchberg) | Friedrich von Schauß                     |       | NLP            |
| Royaume de Bavière                        | Haute-Franconie   | 02 (Bayreuth-Wunsiedel-Berneck) | Max Kraussold                            |       | DFP            |
| Royaume de Bavière                        | Haute-Franconie   | 03 (Forchheim-Kulmbach-Pegnitz-Ebermannstadt) | Clovis de Hohenlohe-Schillingsfürst      |       | LRP            |
| Royaume de Bavière                        | Haute-Franconie   | 04 (Kronach-Staffelstein-Lichtenfels-Stadtsteinach-Teuschnitz) | Richard von Swaine                       |       | LRP            |
| Royaume de Bavière                        | Haute-Franconie   | 05 (Bamberg-Höchstadt) | Jacob Schüttinger                        |       | ZEN            |
| Royaume de Bavière                        | Moyenne-Franconie | 01 (Nuremberg) | Carl Crämer                              |       | DFP            |
| Royaume de Bavière                        | Moyenne-Franconie | 02 (Erlangen-Fürth-Hersbruck) | Heinrich Marquardsen                     |       | NLP            |
| Royaume de Bavière                        | Moyenne-Franconie | 03 (Ansbach-Schwabach-Heilsbronn) | Georg Martin Thomas                      |       | NLP            |
| Royaume de Bavière                        | Moyenne-Franconie | 04 (Eichstätt-Beilngries-Weissembourg) | Carl Herz                                |       | DFP            |
| Royaume de Bavière                        | Moyenne-Franconie | 05 (Dinkelsbühl-Gunzenhausen-Feuchtwangen) | Otto Erhard                              |       | DFP            |
| Royaume de Bavière                        | Moyenne-Franconie | 06 (Rothembourg-sur-la-Tauber-Neustadt-sur-l'Aisch) | Marquard Adolph Barth                    |       | LRP            |
| Royaume de Bavière                        | Basse-Franconie   | 01 (Aschaffenbourg-Alzenau-Obernburg-Miltenberg) | Thomas Hauck                             |       | ZEN            |
| Royaume de Bavière                        | Basse-Franconie   | 02 (Kitzingen-Gerolzhofen-Ochsenfurt) | Christian Fischer                        |       | DFP            |
| Royaume de Bavière                        | Basse-Franconie   | 03 (Lohr-Karlstadt-Hamelbourg-Marktheidenfeld-Gemünden) | Charles de Löwenstein-Wertheim-Rosenberg |       | ZEN            |
| Royaume de Bavière                        | Basse-Franconie   | 04 (Neustadt-sur-la-Saale-Brückenau-Mellrichstadt-Königshofen-Kissingen) | Friedrich von Luxburg                    |       | LRP            |
| Royaume de Bavière                        | Basse-Franconie   | 05 (Schweinfurt-Haßfurt-Ebern) | Winfried von Hörmann                     |       | LRP            |
| Royaume de Bavière                        | Basse-Franconie   | 06 (Wurtzbourg) | Joseph Gerstner                          |       | DFP            |
| Royaume de Bavière                        | Souabe            | 01 (Augsbourg-Wertingen) | Ludwig von Fischer                       |       | LRP            |
| Royaume de Bavière                        | Souabe            | 02 (Donauwörth-Nördlingen-Neubourg) | Max Mayer                                |       | ZEN            |
| Royaume de Bavière                        | Souabe            | 03 (Dillingen-Guntzbourg-Zusmarshausen) | Joseph Johann Wagner                     |       | LRP            |
| Royaume de Bavière                        | Souabe            | 04 (Illertissen-Neu-Ulm-Memmingen-Krumbach) | Wilhelm von Behringer                    |       | LRP            |
| Royaume de Bavière                        | Souabe            | 05 (Kaufbeuren-Mindelheim-Oberdorf-Füssen) | Carl Franz Wilhelm Edel                  |       | Libéral        |
| Royaume de Bavière                        | Souabe            | 06 (Immenstadt-Sonthofen-Kempten-en-Allgäu-Lindau) | Joseph Völk                              |       | LRP            |
| Royaume de Saxe                           |                   | 01 (Zittau) | Julius Pfeiffer                          |       | NLP            |
| Royaume de Saxe                           |                   | 02 (Löbau) | Karl Mosig von Aehrenfeld                |       | NLP            |
| Royaume de Saxe                           |                   | 03 (Bautzen-Kamenz-Bischofswerda) | Rudolf Thiel                             |       | NLP            |
| Royaume de Saxe                           |                   | 04 (Dresde-rive-droite-Radeberg-Radeburg) | Friedrich Oskar von Schwarze             |       | LRP            |
| Royaume de Saxe                           |                   | 05 (Dresde-rive-gauche) | Franz Wigard                             |       | DFP            |
| Royaume de Saxe                           |                   | 06 (Dresde-Campagne-Dippoldiswalde) | Karl Gustav Ackermann                    |       | LRP            |
| Royaume de Saxe                           |                   | 07 (Meissen-Großenhain-Riesa) | Karl Richard Hirschberg                  |       | LRP            |
| Royaume de Saxe                           |                   | 08 (Pirna-Sebnitz) | Arthur Eysoldt                           |       | DFP            |
| Royaume de Saxe                           |                   | 09 (Freiberg-Hainichen) | Wilhelm Schaffrath                       |       | DFP            |
| Royaume de Saxe                           |                   | 10 (Döbeln-Nossen-Leisnig) | Wilhelm Oehmichen                        |       | DFP            |
| Royaume de Saxe                           |                   | 11 (Oschatz-Wurzen-Grimma) | Theodor Günther                          |       | LRP            |
| Royaume de Saxe                           |                   | 12 (Leipzig-Ville) | Eduard Stephani                          |       | NLP            |
| Royaume de Saxe                           |                   | 13 (Leipzig-Campagne-Taucha-Markranstädt-Zwenkau) | Karl Birnbaum                            |       | NLP            |
| Royaume de Saxe                           |                   | 14 (Borna-Geithain-Rochlitz) | Hermann Köchly                           |       | DFP            |
| Royaume de Saxe                           |                   | 15 (Mittweida-Frankenberg-Augustusburg) | Karl Biedermann                          |       | NLP            |
| Royaume de Saxe                           |                   | 16 (Chemnitz) | Richard Ludwig                           |       | DFP            |
| Royaume de Saxe                           |                   | 17 (Glauchau-Meerane-Hohenstein-Ernstthal) | August Bebel                             |       | SDAP           |
| Royaume de Saxe                           |                   | 18 (Zwickau-Crimmitschau-Werdau) | Reinhold Schraps                         |       | SDAP           |
| Royaume de Saxe                           |                   | 19 (Stollberg-Schneeberg) | Heinrich Minckwitz                       |       | DFP            |
| Royaume de Saxe                           |                   | 20 (Marienberg-Zschopau) | Eduard Brockhaus                         |       | NLP            |
| Royaume de Saxe                           |                   | 21 (Annaberg-Schwarzenberg-Johanngeorgenstadt) | Carl Böhme                               |       | DFP            |
| Royaume de Saxe                           |                   | 22 (Auerbach-Zschopau) | Otto Georgi                              |       | NLP            |
| Royaume de Saxe                           |                   | 23 (Plauen-Oelsnitz-Klingenthal) | Otto Georg zu Münster-Langelage          |       | LRP            |
| Royaume de Wurtemberg                     |                   | 01 (Stuttgart) | Gustav Müller                            |       | NLP            |
| Royaume de Wurtemberg                     |                   | 02 (Cannstatt-Louisbourg-Marbach-Waiblingen) | August Ludwig Reyscher                   |       | NLP            |
| Royaume de Wurtemberg                     |                   | 03 (Heilbronn-Besigheim-Brackenheim-Neckarsulm) | Adolf Goppelt                            |       | NLP            |
| Royaume de Wurtemberg                     |                   | 04 (Böblingen-Vaihingen-Leonberg-Maulbronn) | Otto Elben                               |       | NLP            |
| Royaume de Wurtemberg                     |                   | 05 (Esslingen-Nürtingen-Kirchheim-Urach) | Emil von Keßler                          |       | NLP            |
| Royaume de Wurtemberg                     |                   | 06 (Reutlingen-Tübingen-Rottenburg) | Rudolf von Wagner-Frommenhausen          |       | DRP            |
| Royaume de Wurtemberg                     |                   | 07 (Nagold-Calw-Neuenbürg-Herrenberg) | Lorenz Chevalier                         |       | NLP            |
| Royaume de Wurtemberg                     |                   | 08 (Freudenstadt-Horb-Oberndorf-Sulz) | Christian von Frisch                     |       | NLP            |
| Royaume de Wurtemberg                     |                   | 09 (Balingen-Rottweil-Spaichingen-Tuttlingen) | Friedrich Notter                         |       | NLP            |
| Royaume de Wurtemberg                     |                   | 10 (Gmünd-Göppingen-Welzheim-Schorndorf) | Julius Hölder                            |       | NLP            |
| Royaume de Wurtemberg                     |                   | 11 (Hall-Backnang-Öhringen-Weinsberg) | Franz von Weber                          |       | NLP            |
| Royaume de Wurtemberg                     |                   | 12 (Gerabronn-Crailsheim-Mergentheim-Künzelsau) | Hermann de Hohenlohe-Langenbourg         |       | DRP            |
| Royaume de Wurtemberg                     |                   | 13 (Aalen-Gaildorf-Neresheim-Ellwangen) | Carl Streich                             |       | Libéral        |
| Royaume de Wurtemberg                     |                   | 14 (Ulm-Heidenheim-Geislingen) | Robert Römer                             |       | NLP            |
| Royaume de Wurtemberg                     |                   | 15 (Ehingen-Blaubeuren-Laupheim-Münsingen) | Karl von Schmid                          |       | NLP            |
| Royaume de Wurtemberg                     |                   | 16 (Biberach-Leutkirch-Waldsee-Wangen) | Wilhelm von Waldburg-Zeil                |       | DRP            |
| Royaume de Wurtemberg                     |                   | 17 (Ravensbourg-Tettnang-Saulgau-Riedlingen) | Rudolf Probst                            |       | ZEN            |
| Grand-duché de Bade                       |                   | 01 (Constance-Überlingen-Stockach) | Carl Seiz                                |       | NLP            |
| Grand-duché de Bade                       |                   | 02 (Donaueschingen-Villingen) | Ludwig Kirsner                           |       | NLP            |
| Grand-duché de Bade                       |                   | 03 (Waldshut-Säckingen-Neustadt-en-Forêt-Noire) | Joseph Hebting                           |       | NLP            |
| Grand-duché de Bade                       |                   | 04 (Lörrach-Müllheim) | Franz von Roggenbach                     |       | LRP            |
| Grand-duché de Bade                       |                   | 05 (Fribourg-Emmendingen) | Eduard Fauler                            |       | NLP            |
| Grand-duché de Bade                       |                   | 06 (Lahr-Wolfach) | Friedrich Kiefer                         |       | NLP            |
| Grand-duché de Bade                       |                   | 07 (Offenbourg-Kehl) | Carl Eckhard                             |       | NLP            |
| Grand-duché de Bade                       |                   | 08 (Rastatt-Bühl-Baden-Baden) | Jakob Lindau                             |       | ZEN            |
| Grand-duché de Bade                       |                   | 09 (Pforzheim-Ettlingen) | August Dennig                            |       | NLP            |
| Grand-duché de Bade                       |                   | 10 (Karlsruhe-Bruchsal) | Guillaume de Bade                        |       | DRP            |
| Grand-duché de Bade                       |                   | 11 (Mannheim) | August Lamey                             |       | NLP            |
| Grand-duché de Bade                       |                   | 12 (Heidelberg-Mosbach) | Wilhelm Blum                             |       | NLP            |
| Grand-duché de Bade                       |                   | 13 (Bretten-Sinsheim) | Louis Paravicini                         |       | NLP            |
| Grand-duché de Bade                       |                   | 14 (Tauberbischofsheim-Buchen) | Wilhelm Emmanuel von Ketteler            |       | ZEN            |
| Grand-duché de Hesse                      |                   | 01 (Giessen) | Adalbert Nordeck zur Rabenau             |       | LRP            |
| Grand-duché de Hesse                      |                   | 02 (Friedberg-Büdingen) | Georg von Wedekind                       |       | NLP            |
| Grand-duché de Hesse                      |                   | 03 (Lauterbach-Alsfeld-Schotten) | Frédéric de Solms-Laubach                |       | DRP            |
| Grand-duché de Hesse                      |                   | 04 (Darmstadt-Groß-Gerau) | Carl Johann Hoffmann                     |       | NLP            |
| Grand-duché de Hesse                      |                   | 05 (Offenbach-Dieburg) | Friedrich Dernburg                       |       | NLP            |
| Grand-duché de Hesse                      |                   | 06 (Erbach-Bensheim) | Georg Martin                             |       | NLP            |
| Grand-duché de Hesse                      |                   | 07 (Worms-Heppenheim) | Johann Pfannebecker                      |       | NLP            |
| Grand-duché de Hesse                      |                   | 08 (Bingen-Alzey) | August Metz                              |       | NLP            |
| Grand-duché de Hesse                      |                   | 09 (Mayence-Oppenheim) | Ludwig Bamberger                         |       | NLP            |
| Grand-duché de Mecklembourg-Schwerin      |                   | 01 (Hagenow-Toddin-Bakendorf-Lübtheen-Grevesmühlen -Grevesmühlen-Plüschow-Wittenburg-Walsmühlen-Zarrentin-Wittenburg) | Karl Christian Heinrich Westphal         |       | NLP            |
| Grand-duché de Mecklembourg-Schwerin      |                   | 02 (Schwerin-Chevalerie-Schwerin-Domaine-Crivitz-Chevalerie -Crivitz-Domaine-Wismar-Poel-Mecklembourg-Redentin-Gadebusch -Gadebusch-Rehna-Mecklembourg-Sternberg -Warin-Neukloster-Sternberg-Tempzin)                       | Carl Prosch                              |       | NLP            |
| Grand-duché de Mecklembourg-Schwerin      |                   | 03 (Boizenburg-Chevalerie-Boizenburg-Domaine-Dobbertin-Dömitz -Goldberg-Grabow-Grabow-Eldena-Lübz-Lübz-Marnitz -Neustadt-en-Mecklembourg-Abbaye-Neustadt-en-Mecklembourg-Chevalerie -Neustadt-en-Mecklembourg-Domaine-Plau) | Moritz Wiggers                           |       | DFP            |
| Grand-duché de Mecklembourg-Schwerin      |                   | 04 (Gnoien-Dargun-Gnoien-Neukalen-Ivenack-Malchow-Neukalen -Stavenhagen-Chevalerie-Stavenhagen-Domaine-Wredenhagen-Chevalerie -Wredenhagen-Domaine)                                                                         | Hermann Pogge                            |       | NLP            |
| Grand-duché de Mecklembourg-Schwerin      |                   | 05 (Bützow-Chevalerie-Bützow-Domaine-Bützow-Rühn-Doberan -Ribnitz-Abbaye-Ribnitz-Chevalerie-Ribnitz-Domaine -Toitenwinkel zu Rostock)                                                                                       | Otto Büsing                              |       | DFP            |
| Grand-duché de Mecklembourg-Schwerin      |                   | 06 (Güstrow-Rossewitz-Güstrow-Schwaan-Chevalerie-Schwaan-Domaine) | Friedrich Büsing                         |       | NLP            |
| Grand-duché de Saxe-Weimar-Eisenach       |                   | 01 (Weimar-Apolda) | Hugo Friedrich Fries                     |       | NLP            |
| Grand-duché de Saxe-Weimar-Eisenach       |                   | 02 (Eisenach-Dermbach) | Wilhelm Endemann                         |       | NLP            |
| Grand-duché de Saxe-Weimar-Eisenach       |                   | 03 (Iéna-Neustadt-sur-l'Orla) | Wilhelm Genast                           |       | NLP            |
| Grand-duché de Mecklembourg-Strelitz      |                   | 01 (Neustrelitz, Neubrandenbourg-Schönberg) | Franz Pogge                              |       | NLP            |
| Grand-duché d'Oldenbourg                  |                   | 01 (Oldenbourg-Eutin-Birkenfeld) | Werner Lentz                             |       | NLP            |
| Grand-duché d'Oldenbourg                  |                   | 02 (Jever-Rüstringen-Brake-Westerstede-Varel-Elsfleth-Butjadingen) | Carl Bernhard Friedrich Graepel          |       | NLP            |
| Grand-duché d'Oldenbourg                  |                   | 03 (Vechta-Delmenhorst-Cloppenburg-Wildeshausen-Friesoythe) | Anton Russell                            |       | ZEN            |
| Duché de Brunswick                        |                   | 01 (Brunswick-Blankenburg) | Wilhelm Bode                             |       | NLP            |
| Duché de Brunswick                        |                   | 02 (Helmstedt-Wolfenbüttel) | August Ludwig von Rochau                 |       | NLP            |
| Duché de Brunswick                        |                   | 03 (Holzminden-Gandersheim) | Ferdinand Koch                           |       | NLP            |
| Duché de Saxe-Meiningen                   |                   | 01 (Meiningen-Hildburghausen) | Hermann Friedrich Valentin               |       | NLP            |
| Duché de Saxe-Meiningen                   |                   | 02 (Sonneberg-Saalfeld) | Eduard Lasker                            |       | NLP            |
| Duché de Saxe-Altenbourg                  |                   | 01 (Altenbourg-Roda) | Gustav Richard Wagner                    |       | NLP            |
| Duché de Saxe-Cobourg et Gotha            |                   | 01 (Cobourg) | Moriz Adolph Briegleb                    |       | NLP            |
| Duché de Saxe-Cobourg et Gotha            |                   | 02 (Gotha) | Carl Kaemmerer                           |       | DFP            |
| Duché d'Anhalt                            |                   | 01 (Dessau-Zerbst) | John Prince-Smith                        |       | NLP            |
| Duché d'Anhalt                            |                   | 02 (Bernbourg-Köthen-Ballenstedt) | Alfred Ferdinand Baldamus                |       | NLP            |
| Principauté de Schwarzbourg-Rudolstadt    |                   | 01 (Königsee-Frankenhausen) | Eugen Richter                            |       | DFP            |
| Principauté de Schwarzbourg-Sondershausen |                   | 01 (Sondershausen-Arnstadt-Gehren-Ebeleben) | Carl Hermann Kanngießer                  |       | NLP            |
| Principauté de Waldeck-Pyrmont            |                   | 01 (Eider-Twiste-Eisenberg-Pyrmont) | Johannes von Miquel                      |       | NLP            |
| Principauté de Reuss branche aînée        |                   | 01 (Greiz-Burgk) | Heinrich von Kommerstädt                 |       | Conservateur   |
| Principauté Reuss branche cadette         |                   | 01 (Gera-Schleiz) | Karl Braun                               |       | NLP            |
| Principauté de Schaumbourg-Lippe          |                   | 01 (Bückeburg-Stadthagen) | Julius Martin Weißich                    |       | NLP            |
| Principauté de Lippe                      |                   | 01 (Blomberg-Brake-Detmold-Lipperode-Cappel-Schötmar) | Franz Hausmann                           |       | DFP            |
| Lübeck                                    |                   | 01 (Lübeck) | August Wichmann                          |       | NLP            |
| Brême                                     |                   | 01 (Brême-Bremerhaven) | Alexander Georg Mosle                    |       | NLP            |
| Hambourg                                  |                   | 01 (Neustadt-Sankt Pauli) | Edgar Daniel Roß                         |       | LRP            |
| Hambourg                                  |                   | 02 (Altstadt-Saint-Georges-Hammerbrook) | Edward Banks                             |       | DFP            |
| Hambourg                                  |                   | 03 (Hambourg-Campagne-Landherrenschaften) | Isaac Wolffson                           |       | NLP            |